# Miga (Nigeria)
Miga è una Local Government Area dello stato di Jigawa in Nigeria.
Ha un'area di 586 km² e una popolazione di 128 424 abitanti.
Il codice postale dell'area è 720.